# Leona Neumannová
Leona Neumannová (* 14. August 1987 in Rokytnice nad Jizerou, Tschechoslowakei) ist eine tschechische Volleyballspielerin.

## Karriere
Nach ihrer Ausbildung bei den tschechischen Vereinen SK Ješzědská Liberec und VK Dukla Liberec spielte Neumannová von 2010 bis 2012 bei Slavia Prag. Danach wechselte sie zum belgischen Verein Dauphines Charleroi, mit dem sie im CEV-Pokal 2012/13 den 13. Platz erreichte. Zur Saison 2014/15 kam Neumannová vom Zweitligisten Allgäu Team Sonthofen in die deutsche Bundesliga zum Köpenicker SC. Zur Saisonhälfte wechselte sie zum Zweitligisten NawaRo Straubing, mit dem sie Meister der 2. Bundesliga Süd wurde. Danach ging Neumannová in die Schweiz zu Volley Top Luzern.